# Rhinobatos schlegelii
Rhinobatos schlegelii е вид акула от семейство Rhinobatidae.

## Разпространение и местообитание
Видът е разпространен в Китай (Шанхай), Провинции в КНР, Северна Корея, Тайван, Южна Корея и Япония.
Обитава крайбрежията на океани и морета.

## Описание
На дължина достигат до 1 m.